# Agatha et les Lectures illimitées
Pour les articles homonymes, voir Agatha.
Agatha et les Lectures illimitées est un film de Marguerite Duras, sorti en 1981.
Il s'agit de l'adaptation de sa pièce de théâtre Agatha publiée la même année aux éditions de Minuit.

## Synopsis
Marguerite Duras filme un couple, dans un hall d'hôtel. Ils sont frère et sœur, et se souviennent de leur enfance et de la naissance d'un amour incestueux. En off, les voix de Marguerite Duras et de Yann Andréa scandent leur histoire. 

## Fiche technique
- Réalisation : Marguerite Duras
- Scénario : Marguerite Duras
- Photographie : Jean-Paul Meurisse
- Musique non originale : Johannes Brahms
- Sociétés de production : Des Femmes Filment - Ina - Production Berthemont
- Pays d'origine :  France
- Langue originale : français
- Format : couleur
- Durée : 90 minutes

## Distribution
- Yann Andréa : le frère
- Bulle Ogier : la sœur
- Marguerite Duras : voix

## Édition
- DVD , éditions Benoît Jacob.